# Michele Facchinetti
Michele Facchinetti, též Fachinetti (7. října 1812 Vižinada – 22. října 1852 Vižinada), byl rakouský básník, publicista a politik italské národnosti z Istrie, během revolučního roku 1848 poslanec Říšského sněmu.

## Biografie
Vystudoval piaristické gymnázium v Koperu. V roce 1840 absolvoval práva na Padovské univerzitě. Od roku 1837 působil v rodné Vižinadě. Byl literárně činný. Psal básně. Inspirovali ho Alessandro Manzoni a Pindemonte. V roce 1847 napsal báseň Frate Felice, která se zabývá náboženskými i politickými tématy. Spolupracoval s Besenghim degli Ughi na vydávání listu La Favilla, který založil Antonio Madonizza. Toto terstské periodikum bylo orientováno ve směru romantismu, italského vlastenectví a protirakousky. Publikoval v Osservatore Triestino, Il Messagiero dell’Adria nebo Giornale di Gorizia. Roku 1849 se uvádí jako Michael Facchinetti, soukromník ve Vižinadě.
Během revolučního roku 1848 se zapojil do veřejného dění. Ve volbách roku 1848 byl zvolen i na ústavodárný Říšský sněm. Zastupoval volební obvod Motovun. Tehdy se uváděl coby soukromník. Rezignoval v prosinci 1848 ze zdravotních důvodů (mj. uvedl, že nemůže snášet zdejší klima).
Od roku 1850 až do své smrti vydával jím založený dvoutýdeník Il Popolano d'Istria. V roce 1865 posmrtně vyšel soubor jeho díla Poesie e prose di Michele Fachinetti istriano.